# Ermengardo I di Rouergue
Ermengardo o Ermengaud o Armengol (... – 935 circa) è stato un sovrano franco, conte di Rouergue e conte di Quercy, dal 918 alla sua morte.

## Origine
Figlio secondogenito del conte d'Albi, conte di Rouergue, conte di Tolosa e conte di Quercy, Oddone I († ca. 918) e di Garsenda d'Albi (come risulta dall'Histoire des comtes de Toulouse, dal capitolo n° XI del secondo volume delle Histoire Générale de Languedoc e dal Cartoulaires de l'abbaye de Beaulieu, datato agosto 887, in cui il conte Oddone vendette una proprietà assieme alla moglie Garsenda ed al fratello Ariberto), la figlia del conte d'Albi, Ermengardo. Oddone era il figlio secondogenito del conte di Quercy, conte di Tolosa e conte di Rouergue, Raimondo I (ca. 820-† ca. 865) e di Berta (come risulta dal documento n° 160 del 3 novembre 862 delle Preuves de l'Histoire Générale de Languedoc, in cui suo padre, il conte di Tolosa, Raimondo I, fece una donazione per l'anima del padre (il nonno di Oddone), Fulcoaldo, la madre (la nonna di Oddone), Senegonda ed il fratello (lo zio di Oddone), Fredelone, in cui nomina la propria moglie (la madre di Oddone) ed i tre figli, Bernardo II, Fulcoaldo e Oddone)), figlia di Remigio e Arsenda (come risulta dal documento n° 203 del 6 aprile 883 delle Preuves de l'Histoire Générale de Languedoc, in cui Berta, assieme ai figli Fulcoaldo e Oddone, fece una donazione per l'anima di suo padre, Remigio, e sua madre, Arsenda il marito Raimondo ed il figlio, Bernardo).

## Biografia
Nel 906, suo padre gli concesse di governare la contea di Rouergue e poi anche quella di Quercy.
Dopo la morte di suo padre, verso il 918, mentre il fratello maggiore, Raimondo, ereditava la contea di Tolosa e quella d'Albi, Ermengardo successe al padre nei titoli delle due contee che già governava. Secondo il terzo volume dell'Histoire Générale de Languedoc, i due fratelli governarono insieme, forse senza dividere tra di loro le contee.
Nel 922, i due fratelli si schierarono il re dei Franchi occidentali, Carlo il Semplice, nella lotta contro il conte di Parigi, conte d'Angiò, di Auxerre, di Nevers, di Tours e Marchese di Neustria, Roberto.
Anche dopo la morte di suo fratello, nel 924 circa, dopo una spedizione contro i Normanni, Ermengardo continuò a governare le contee assieme al nipote, Raimondo Ponzio e, ancora assieme al nipote, continuò a sostenere Carlo il Semplice.
Nelle Preuves de l'Histoire Générale de Languedoc, sono documentate alcune donazioni fatte da Ermengardo, tra i 922 ed il 930.
Nel 931, sempre assieme al nipote, Raimondo Ponzio, dopo la morte di Carlo il Semplice, si sottomise al nuovo re dei Franchi occidentali, Rodolfo.
E, nel 932, secondo i Flodoardi Annales, Ermengardo ed il nipote, Raimondo (Raimondo Ponzio), conte di Tolosa, si recarono in Borgogna a rendere omaggio a Rodolfo, re dei Franchi occidentali e sino alla sua morte rimase fedele a Rodolfo.
Nel mese di luglio del 935, Ermengardo fece un'ultima donazione assieme alla moglie, Adelaide.
Di Ermengardo non si conosce l'anno esatto della morte, ma poiché non viene più citato in alcun documento si suppone che sia morto, poco dopo l'ultima donazione.
Gli successero i due figli maschi, Raimondo, nella contea di Rouergue e Ugo, nella contea di Quercy

## Matrimonio e discendenza
Ermengardo aveva sposato Adelaide, di cui non si conoscono gli ascendenti (come viene confermato nel documento n° 63 delle Preuves de l'Histoire Générale de Languedoc. Ermengardo e Adelaide ebbero quattro (o cinque) figli:
- Raimondo (citato, assieme al padre, in una donazione del gennaio 934[17] (?-961), conte di Rouergue
- Ugo (?-dopo il 972), conte di Quercy[15]
- Stefano[15]
- Adelaide che sposò il conte di Urgell, Sunifredo II
- Riquilda (?-dopo il 954) che, secondo lo storico Szabolcs de Vajay[18], sposò il conte di Barcellona, Gerona e Osona, Sunyer I

## Ascendenza
|                          |   |           | Genitori |  |  | Nonni |  |  | Bisnonni             |  |  | Trisnonni              |  |
|                          |   |           |          |  |  |       |  |  | Foucault di Rouergue |  |  | Giselberto di Rouergue |  |
|                          |   |           |          |  |  |       |  |  | Foucault di Rouergue |  |  | Giselberto di Rouergue |  |
|                          |   | …         |          |  |  |       |  |  | Foucault di Rouergue |  |  |                        |  |
| Raimondo I di Tolosa     |   |           |          |  |  |       |  |  | Foucault di Rouergue |  |  |                        |  |
|                          |   | Senegonda | …        |  |  |       |  |  |                      |  |  |                        |  |
|                          |   | Senegonda | …        |  |  |       |  |  |                      |  |  |                        |  |
|                          |   | Senegonda | …        |  |  |       |  |  |                      |  |  |                        |  |
| Oddone I di Tolosa       |   | Senegonda |          |  |  |       |  |  |                      |  |  |                        |  |
|                          |   | Remigio   | …        |  |  |       |  |  |                      |  |  |                        |  |
|                          |   | Remigio   | …        |  |  |       |  |  |                      |  |  |                        |  |
|                          |   | Remigio   | …        |  |  |       |  |  |                      |  |  |                        |  |
| Berta                    |   | Remigio   |          |  |  |       |  |  |                      |  |  |                        |  |
|                          |   | Arsenda   | …        |  |  |       |  |  |                      |  |  |                        |  |
|                          |   | Arsenda   | …        |  |  |       |  |  |                      |  |  |                        |  |
|                          |   | Arsenda   | …        |  |  |       |  |  |                      |  |  |                        |  |
| Ermengardo I di Rouergue |   | Arsenda   |          |  |  |       |  |  |                      |  |  |                        |  |
|                          | … | …         |          |  |  |       |  |  |                      |  |  |                        |  |
|                          | … | …         |          |  |  |       |  |  |                      |  |  |                        |  |
|                          | … | …         |          |  |  |       |  |  |                      |  |  |                        |  |
| Ermengardo d'Albi        | … |           |          |  |  |       |  |  |                      |  |  |                        |  |
|                          |   | …         | …        |  |  |       |  |  |                      |  |  |                        |  |
|                          |   | …         | …        |  |  |       |  |  |                      |  |  |                        |  |
|                          |   | …         | …        |  |  |       |  |  |                      |  |  |                        |  |
| Garsenda d'Albi          |   | …         |          |  |  |       |  |  |                      |  |  |                        |  |
|                          |   | …         | …        |  |  |       |  |  |                      |  |  |                        |  |
|                          |   | …         | …        |  |  |       |  |  |                      |  |  |                        |  |
|                          |   | …         | …        |  |  |       |  |  |                      |  |  |                        |  |
| …                        |   | …         |          |  |  |       |  |  |                      |  |  |                        |  |
|                          |   | …         | …        |  |  |       |  |  |                      |  |  |                        |  |
|                          |   | …         | …        |  |  |       |  |  |                      |  |  |                        |  |
|                          |   | …         | …        |  |  |       |  |  |                      |  |  |                        |  |
|                          |   | …         |          |  |  |       |  |  |                      |  |  |                        |  |

### Fonti primarie
- (LA) Preuves de l'Histoire Générale de Languedoc, tome II
- (LA) Histoire Générale de Languedoc, tome II
- (LA) Monumenta Germaniae Historica, Scriptores, tomus III (archiviato dall'url originale il 23 settembre 2015)
- (LA) Preuves de l'Histoire Générale de Languedoc, tome V
- (LA) Cartoulaires de l'abbaye de Beaulieu

### Letteratura storiografica
- René Poupardin, I regni carolingi (840-918), in «Storia del mondo medievale», vol. II, 1999, pp. 583–635.
- Louis Alphen, Francia: Gli ultimi Carolingi e l'ascesa di Ugo Capeto (888-987), in <<Storia del mondo medievale>>, vol. II, 1999, pp. 636–661
- (FR) Histoire Générale de Languedoc, tome II
- (FR) Histoire Générale de Languedoc, tome III
- (FR) Histoire des comtes de Toulouse